# Amandla Stenberg

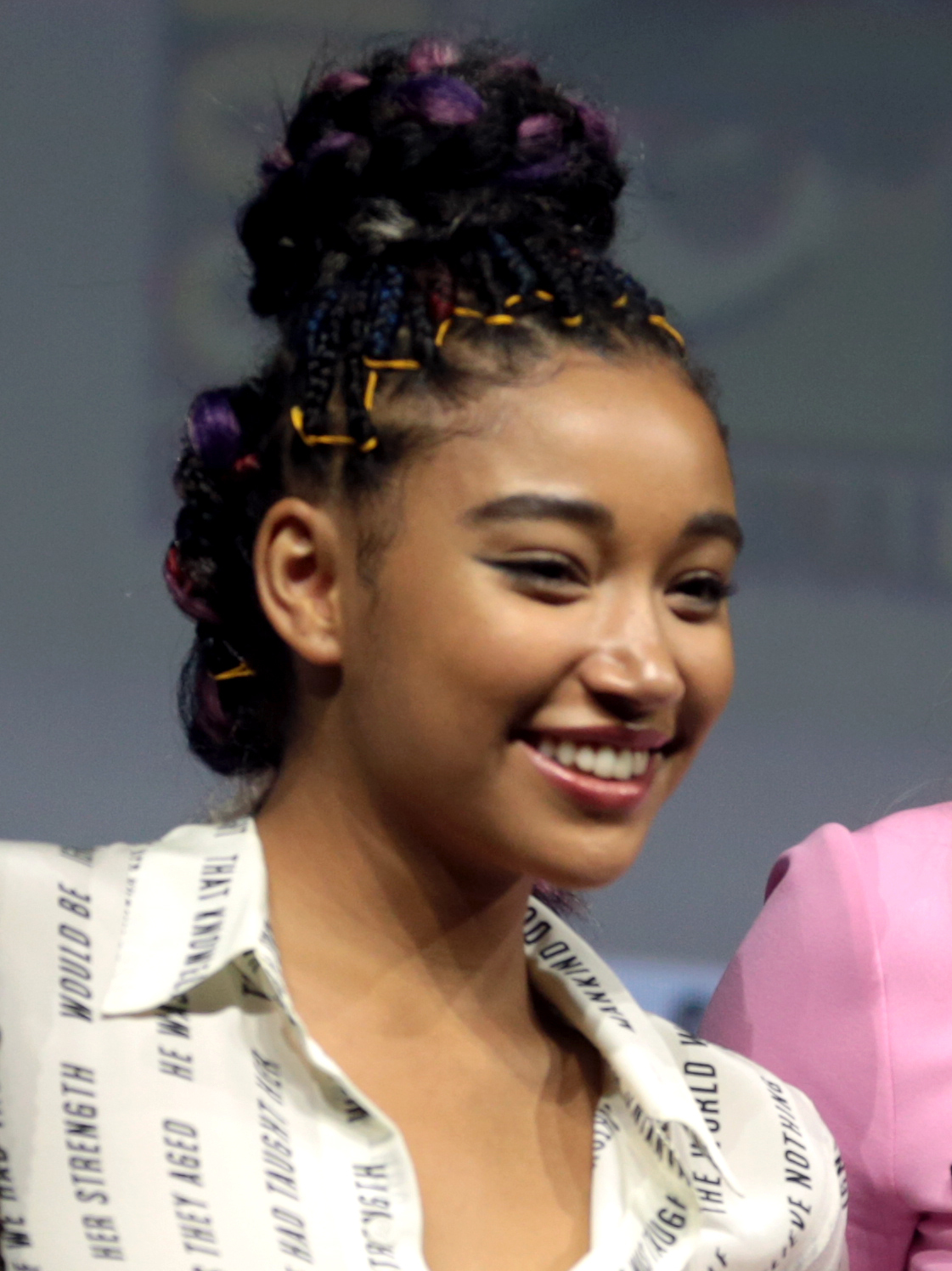
Amandla Stenberg (2018)

Amandla Stenberg (ur. 23 października 1998 w Los Angeles) – amerykańska aktorka, modelka i piosenkarka, która grała m.in. filmie Igrzyska śmierci i serialu Gwiezdne wojny: Akolita.

## Życiorys
Stenberg jest osobą niebinarną. Używa jednocześnie zaimków she/her oraz they/them. Jej imię w języku zulu oznacza siłę. Jej matka jest Afroamerykanką, a ojciec pochodzi z Danii. Jej babcia pochodziła z Grenlandii.
Gra na skrzypcach, gitarze i perkusji. W 2009 wystąpiła z orkiestrą Honors Los Angeles Unified School District. Grała w różnych klubach muzycznych, a w 2009 wygrała wraz ze swoim zespołem rockowym konkurs Rockstar of a bands i sesję nagraniową z Gerrym Brownem.
Już w wieku 4 lat rozpoczęła karierę jako dziecięca modelka, występując w wielu kampaniach m.in. dla Disneya, sieci Kmart i McDonald’s. Z modelingu zrezygnowała dla kariery aktorskiej.
Zadebiutowała na dużym ekranie w 2010, występując jako młoda Cataleya w filmie Colombiana.
Bierze udział w wielu akcjach charytatywnych, takich jak Share Our Strength, National Memorial, MLK Memorial Foundation i innych. Stenberg zapytana o głód w ramach wywiadu na temat Igrzysk Śmierci, odpowiedziała: „Jedzenie jest podstawową potrzebą człowieka. A ja po prostu wiem, że możemy je dostarczyć do każdego dziecka w tym kraju”.

## Filmografia
| Rok  | Tytuł                                 | Rola                            | Uwagi          |
| ---- | ------------------------------------- | ------------------------------- | -------------- |
| 2011 | Colombiana                            | młoda Cataleya                  | Debiut kinowy  |
| 2012 | Szczypta miłości (A Taste of Romance) | Taylor                          | Film TV        |
| 2012 | Igrzyska śmierci                      | Rue                             |                |
| 2014 | Rio 2                                 | Bia (głos)                      | W gł. obsadzie |
| 2017 | Ponad wszystko                        | Madeline                        |                |
| 2018 | Mroczne umysły                        | Ruby Daly                       | Główna rola    |
| 2018 | Nienawiść, którą dajesz               | Starr Carter                    | Główna rola    |
| 2018 | Miłość w trudnych czasach             | Leyna                           | Główna rola    |
| 2021 | Drogi Evanie Hansenie                 | Alana Beck                      |                |
| 2022 | Bodies Bodies Bodies                  | Sophie                          |                |
| 2023 | My Animal                             | Jonny                           |                |
| 2023 | Spider-Man: Across the Spider-Verse   | Margo Kess / Spider-Byte (głos) |                |
| 2025 | Wildwood                              |                                 | w produkcji    |

### Seriale
| Rok     | Tytuł                                 | Rola              | Uwagi       |
| ------- | ------------------------------------- | ----------------- | ----------- |
| 2013–14 | Jeździec bez głowy (Sleepy Hollow)    | Macey Irving      | 4 odcinki   |
| 2015    | Mr. Robinson                          | Halle Foster      | 6 odc.      |
| 2017    | Neo Yokio                             | Helenist          | 1 odc.      |
| 2019    | Drunk History                         | Elizabeth Eckford | 1 odc.      |
| 2019    | Gaslight                              | Sarah (głos)      | 9 odc.      |
| 2020    | The Eddy                              | Julie             | 8 odc.      |
| 2022    | Ziwe                                  | Penny             | 1 odc.      |
| 2024    | Gwiezdne wojny: Akolita (The Acolyte) | Osha i Mae        | główne role |